# Veemarkt 35-40 (Zwolle)
Het voormalige schoolgebouw aan de Veemarkt 35-40 te Zwolle is een gemeentelijk monument.

## Gebouw
Op 28 juli 1930 besloot de gemeenteraad van Zwolle 172.000 gulden vrij te maken voor de bouw van een nieuwe School XII aan het Kleine Voort/Kleine Voorde in de wijk Kamperpoort. De school moest de verouderde School XII aan de Hoogstraat vervangen. De gemeente liet de stadsarchitect Lourens Krook het gebouw ontwerpen. Het gebouw werd vermoedelijk in 1931 opgeleverd, want het gebouw in de Hoogstraat werd begin 1932 gebruikt ter onderbrenging van weer een andere school.
Krook ontwierp het gebouw en omheiningen in een expressionistische stijl, die doet denken aan de Amsterdamse School. Het gebouw werd in twee bouwlagen opgetrokken in de daarvoor kenmerkende baksteengevels, ronde gevelvormen, een hoog zadeldak met daarin verwerkt een langgerekte, doch smalle lichtkoepel. Een ander kenmerk zijn de overstekken die hier en daar te vinden zijn. Het gebouw kende drie ingangen van soortgelijke constructies, twee aan de Veemarkt en de oorspronkelijk hoofdingang aan Lijnbaan 103. Het lijken bolvormige erkers (met daarin de trappenhuizen) die buiten de dakgoten uitsteken, wel omschreven als een halfronde travee in risalieten. Onder die erkers bevinden zich afdakjes met daaronder de deuren. Wat van de stijl afwijkt, zijn de witte stalen kozijnen van de raampartijen.
De stijl is tevens terug te vinden in het interieur met tegelvloeren, tegellambriseringen, houten paneeldeuren en kasten. Ook de natuurstenen trap met houten afwerking grijpt terug op de Amsterdamse School.
Op het plein staat een monumentale witte esdoorn (Acer saccharinum) van meer dan honderd jaar oud.

## Gebruik
School XII werd later de Elbertsschool genoemd, naar de Zwolse leraar en auteur Willem Elberts (1820-1903), naar wie in 1930 ook een straat in Zwolle werd genoemd. In 1985 werd de school hernoemd tot School De Poort. Nadat deze zijn deuren sloot werd het pand een bedrijfsverzamelgebouw. Daarin zijn onder andere een HALT-bureau, ateliers voor beroepskunstenaars en de afdeling archeologie van de gemeente Zwolle gevestigd.